# Désirella
Pour plus de détails, voir Fiche technique et Distribution.
Désirella est un film érotique français tourné en 1969 par Jean-Claude Dague.

## Fiche technique
- Titre : Désirella
- Autre titre : Les Chattes (titre alternatif pour l'exploitation provinciale)
- Réalisateur : Jean-Claude Dague
- Scénario et dialogues : Jean-Claude Dague
- Photographie : Jean Monsigny
- Son : Séverin Frankiel
- Musique : Billy Nencioli et Armand Migiani
- Décors : Olivier Legrand
- Montage : Claude Guérin
- Producteurs : Florida Films, Peri Productions
- Genre : érotique
- Date de sortie :
  - France : 24 juin 1970

## Distribution
- Jean-Claude Bouillon : Patrick Vernier, un aventurier de charme
- Sabine Sun : Désirella, un mannequin très prisé, qui a une relation lesbienne avec Nicole
- Dominique Delpierre : Nicole,  la maîtresse de Désirella
- Philippe Nicaud : Philippe de Valmont, un important exploitant vinicole de Banyuls
- Jacques Bézard : Jacques
- René Chapotot : Marc
- Catherine Wagener : Brigitte
- Jean Rede
- Roger Lumont
- Estelle Larivière

## Production
Le film est tourné dans les Pyrénées-Orientales, essentiellement à Banyuls-sur-Mer et à Port-Vendres, du 10 novembre 1969 au 12 décembre 1969. La tentative de recruter sur place l'actrice pour le rôle-titre est un échec en raison du scénario annoncé, malgré un appel lancé dans le quotidien L'Indépendant. Celui-ci est alors attribué à Sabine Sun, actrice déjà rompue à divers genres de films.